# Gloria Ray Karlmark
Gloria Cecelia Karlmark, ofta omskriven som Gloria Ray Karlmark, född Ray den 26 september 1942 i Little Rock i Arkansas, är en medlem av medborgarrättsgruppen Little Rock Nine. Hon var en av nio afroamerikanska studerande som 1957 försökte och till slut lyckades inleda studier på den då rassegregerade Little Rock Central High School i Little Rock. På senare år har hon varit bosatt i Sverige samt delvis i Nederländerna. Hon har arbetat som lärare, matematiker, dataanalytiker, patentingenjör och redaktör.

## Biografi
Gloria Cecelia Ray föddes 1942 i Little Rock som dotter till Harvey C. och Julia Miller Ray. Fadern arbetade som agronom inom USA:s jordbruksdepartement och grundade senare Agricultural Extension Services for African-Americans. Gloria Rays mor arbetade å sin sida som socionom för staten Arkansas. Båda hade studerat på Tuskegee University i Alabama.

### Little Rock Nine

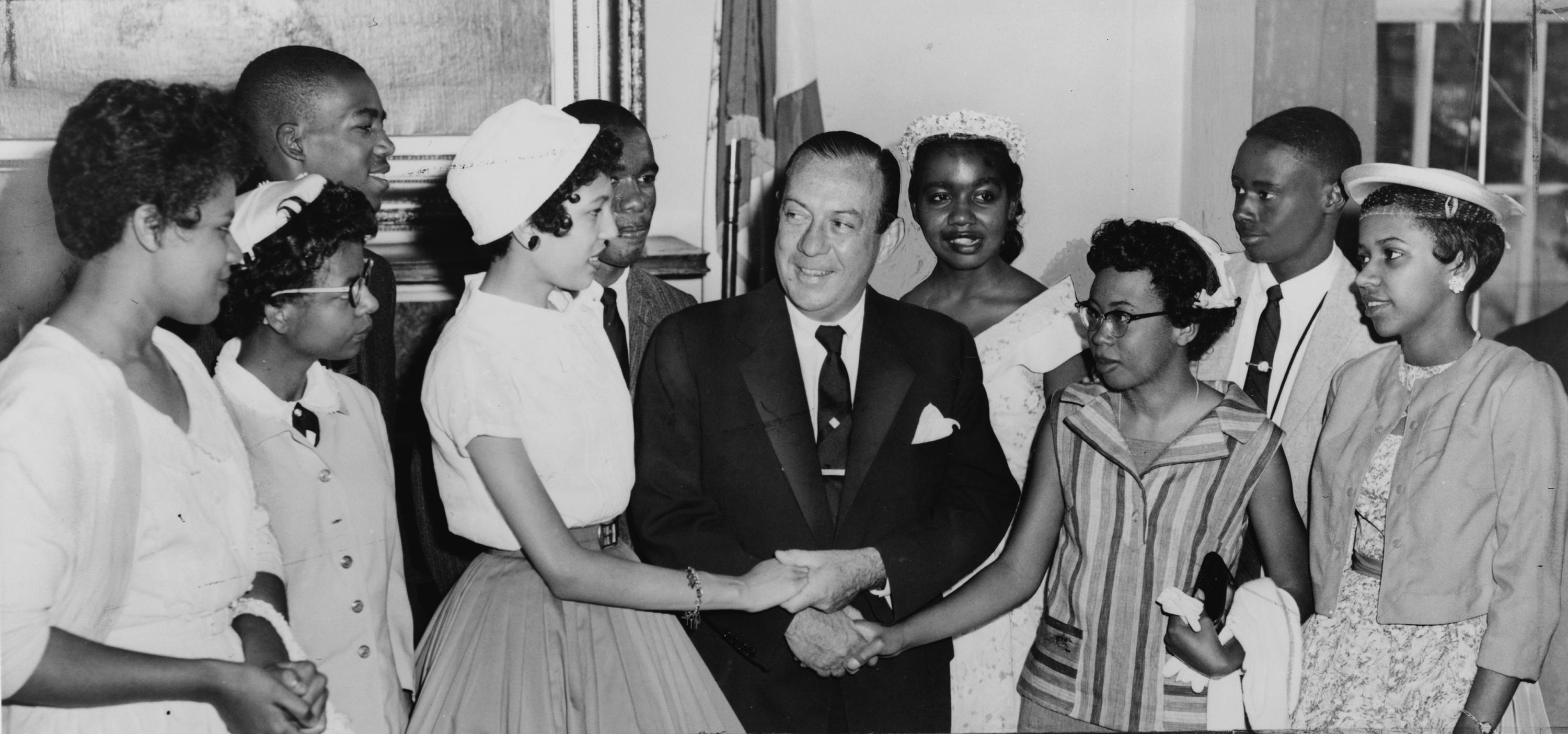
"Little Rock Nine" (Gloria Ray längst t.h.) och New Yorks borgmästare Robert F. Wagner, Jr. (1958).

Som femtonåring var hon en av de nio afroamerikanska studerande (tre pojkar och sex flickor) som hösten 1957 inledde studier på den då segregerade Little Rock Central High School. Tre år tidigare hade USA:s högsta domstol slagit fast att rassegregation innebar ojämlikhet, något som slog undan grunden för ett HD-beslut från 1890 som ansåg att rassegregerade skolor var acceptabla. Därefter sökte den amerikanska medborgarrättsrörelsen olika sätt att sätta den rådande rassegregationen i Amerikanska södern på prov, och att låta (grupper av) afroamerikanska ungdomar söka in till rassegregerade skolor var ett sätt.
Vid den första skoldagen, 4 september, möttes de nio studerande av militärer utsända av guvernören Orval Faubus, som hindrade dem från att påbörja sin skolgång. Gloria Ray Karlmark kallar det för dagen då hon förlorade sin barndom. Den 23 september 1957 hade en mobb på cirka tusen personer samlats kring skolan till rassegregationens försvar. Samma dag krävde president  Dwight D. Eisenhower, genom ”tillkännagivande 3204”, att folksamlingen skulle skingra sig men utan att få gehör. Ray, och de andra i "Little Rock Nine" (som de nio kom att kallas), kunde börja studera på skolan endast efter att tusen soldater ur USA:s försvarsmakt, närmare bestämt 101st Airborne Division, på order av presidenten, skickats till skolan för att skydda eleverna. Varje dag under ett helt år fick barnen eskort av soldater till skolan.
Gloria Rays (enda) studieår på Litte Rock High kom att bli besvärligt. Hon har vittnat om hur hon under studietiden fick utstå diskriminering och hur hon trakasserades, inklusive med okvädingsord, knuffar och slag. Både delstatens guvernör och skolans rektor bidrog till problematiken; de nio afroamerikanska eleverna isolerades i skolan genom att de placerades i olika klasser bland sammanlagt 2 000 vita elever. En osynlig (på grund av rädslan för repressalier) minoritet av eleverna på skolan uppskattade dock att skolan släppte in svarta elever.
Den upptrappade konflikten mellan staten Arkansas (och dess rassegregation inom utbildningväsendet) och USA:s federala statsmakt (som försökte införa ett rasintegrerat utbildningssystem i hela USA) ledde till att alla skolor på high school-nivå i delstaten var stängda under hela läsåret 1958–59. Orsaken var ett försök att undvika rasintegration i skolorna.

### Senare studier
Detta innebar att Gloria Ray fick lov att avsluta sina studier någon annanstans. Hon och de andra sågs också som problem av många svarta elever, som inte heller de kunde gå på high school i Arkansas under läsåret 1958–59. Glorias mor blev avskedad från sin socialbyråtjänst och svartlistades från arbete i hela Arkansas.
1958 flyttade Gloria Ray in hos sin morbror i grannstaten Missouri. Där avslutade hon 1960 sina high school-studier på en nyligen integrerad skola.
1965 tog hon examen i kemi och matematik vid Illinois Institute of Technology (IIT), och även efter high school-året i Little Rock kvarstod Gloria Ray som en viktig kraft inom den amerikanska medborgarrättsrörelsen. Hon och 56 andra unga kvinnor hade 1960 börjat på IIT som de första kvinnorna på en skola med 2 000 män; Gloria Ray var den enda svarta kvinnan bland dessa och hon har själv beskrivit det som "Jag hoppade ur stekpannan i elden".

### Flytt till Sverige
1966 gifte hon sig med svensken Krister Karlmark, som hon träffat under tiden i Chicago. 
Karlmark var formgivare och utsågs senare till professor vid Konstfack i Stockholm. Fyra år senare påbörjade hon en tjänst på IBM:s nordiska laboratorium i Stockholm, efter att året innan ha flyttat till Sverige. Före flytten hade hon verkat som lärare och forskningsassistent vid University of Chicagos medicinska forskningscenter.
I Sverige verkade Gloria Ray Karlmark de första åren som teknisk skribent och systemanalytiker. Hon genomgick därefter en utbildning hos Patentverket. I rollen som patentingenjör arbetade hon åren 1977–81 på IBM:s patentavdelning.
1976 grundade Gloria Ray Karlmark den internationella datortidningen Computers in Industry, vilken hon fungerade som redaktör för fram till 1994. Det året antog hon en tjänst för Philips telekommunikationsavdelning i nederländska Hilversum, vilket senare omvandlades till arbete för Philips i Eindhoven.

### Senare år
Som pensionär föreläser Karlmark ofta i skolor.
Den fjärde juli 2016 var hon Sommarvärd i Sveriges Radios Sommar i P1.

## Priser och utmärkelser
Redan 1958 tilldelades Karlmark och de övriga i "Little Rock Nine" sin första medalj, Spingarn Medal utdelad av National Association for the Advancement of Colored People (NAACP). Nio statyer i brons restes utanför Arkansas State Capitol 1995, verket föreställer gruppensoch har titeln titeln Testamentet. År 1999 fick de även, för sin medverkan inom USA:s medborgarrättsrörelse, motta USA:s kongress guldmedalj (tillverkade av en kvarts kilo guld). 9 februari 2010 tilldelades gruppen Marquette Universitys mest ärofyllda pris, Père Marquette Discovery Award, som endast delats ut vid ytterligare fyra tillfällen, varav det första 1969. 18 maj 2015 fick Karlmark och de åtta andra motta Lincoln Leadership Prize från Abraham Lincoln Presidential Foundation. År 2024 tilldelades Karlmark Anders Carlbergs minnespris i kategorin Årets hederspris för livsgärning.